# UZA
《UZA》是日本女子偶像團體AKB48的第28张单曲作品，於2012年10月31日由國王唱片发售。主打A面曲《UZA》採用快節奏的舞曲風格，搭配的MV也號稱AKB48創團以來難度最高的編舞。承繼上一張單曲《格子花紋》的作法，《UZA》的MV也是由美籍韓裔導演約瑟夫·坎恩（Joseph Kahn）負責執導。

## 簡介
單曲唱片《UZA》的推出，最早是由製作人秋元康在Google+中提及「新單曲將由大島優子與松井珠理奈採雙center方式進行」的預告訊息。之後在2012年9月18日舉辦的第三屆猜拳大會中，參與新專輯演唱的16名AKB48選拔成員，在37名專業舞者的伴舞之下演唱新歌並進行高難度的競舞表演，第一次公開新曲與其曲名。

## 版本與收錄內容
如同大部分AKB48的單曲唱片，《UZA》也是採一張單曲推出多版本唱片的方式發行，包括為了配合AKB48的三個分組而推出的Type-A、Type-K、Type-B與劇場版（劇場盤）共四個版本。值得一提的是此次的Type-A、-K、-B是根據2012年8月24日於東京巨蛋的「AKB48 in TOKYO DOME ～1830m之夢～」演唱會現場所公佈之再組閣（成員洗牌）名單來分配的，因此《UZA》可說是新編組啟用之後的第一張作品。

### Type-A
Type-A的唱片封面是此次負責雙中央成員位置的大島優子與松井珠理奈兩人。除了與其他版本都相同的主打歌曲《UZA》及由二軍成員組成「Under Girls」演唱的B面曲《下一個Season》之外，也收錄了由新TeamA成員一同演唱的B面曲《孤独的星空》。
CD
1. 《UZA》
作詞：秋元康；作曲：井上義正（日语：井上ヨシマサ）
  - 朝日飲料（アサヒ飲料）罐裝咖啡「WONDA Morning Shot」《朝之會議篇》（朝の会議編）電視廣告曲[12][注 2]
  - 春山商事（はるやま商事）「帥氣男Smart Suit活動」（男前スマートスーツキャンペーン）《帥氣男Smart篇》（男前スマート篇）電視廣告曲[13][注 3]
  - 角川遊戲（角川ゲームス）遊戲軟體《AKB48+Me》電視廣告曲[注 4]
2. 《下一個Season》（次のSeason）- Under Girls演唱曲
作詞：秋元康；作曲：藤田昌伸；編曲：生田真心
  - GREE免費線上遊戲《AKB48 Stage Fighter》（AKB48 ステージファイター）電視廣告曲[14][注 5]
3. 《孤独的星空》（孤独な星空） - 新Team A演唱曲
作詞：秋元康；作曲：龜井登志夫；編曲：龜井登志夫、鈴木Daichi秀行
  - 朝日飲料罐裝咖啡「WONDA 金之微糖」《電子郵件篇》（メール編）電視廣告曲[注 6]
4. 《UZA》（off vocal ver.）
5. 《下一個Season》（off vocal ver.）
6. 《孤独的星空》（off vocal ver.）

DVD
1. 《UZA》 MV
2. 《UZA》MV ～Dance ver.～
3. 《下一個Season》MV
4. 《孤独的星空》MV
5. 《格子花紋》MV ～高橋榮樹導演版～
《格子花紋》是上一張單曲唱片的主打歌曲，但有別於原本由約瑟夫·坎恩所拍攝的MV，此次收錄的版本是由高橋榮樹所執導的15分鐘加長版本。參與演唱與演出的成員也與上一張單曲中的不同，其中原本的選拔成員篠田麻里子因個人工作排程問題，只有出現在少數幾個輪流獨唱部分的畫面中，但在拍攝全體成員共同進行的舞台舞蹈表演與劇情中畫面部分缺席，而是由第四次總選舉中排名第17名的高城亞樹替補其位置參與全員舞蹈。因此，共計有17名成員出現在MV中。

特典
- 全國握手會活動参加券1種（共2種，僅有初回限量版才有附贈）
- 生写真1種（僅有通常版才附贈）
- 重溫時間 最佳曲目100 2013（リクエストアワーセットリスト ベスト100 2013）樂曲投票券（限期使用）

### Type-K
出現在Type-K唱片封面的成員包括了篠田麻里子、高橋南、渡邊麻友、板野友美、柏木由紀、小嶋陽菜與松井玲奈等人。此版本同樣收錄主打歌曲《UZA》與由Under Girls演唱的《下一個Season》，外加由新TeamK成員一同演唱的B面曲《破壞&重建》。
CD
1. 《UZA》
2. 《下一個Season》 - Under Girls演唱曲
3. 《破壞&重建》（スクラップ&ビルド） - 新Team K演唱曲
作詞：秋元康；作曲：江川裕史（エガワヒロシ）；編曲：武藤星兜
4. 《UZA》（off vocal ver.）
5. 《下一個Season》（off vocal ver.）
6. 《破壞&重建》（off vocal ver.）

DVD
1. 《UZA》MV
2. 《UZA》MV ～Dance ver.～
3. 《下一個Season》MV
4. 《破壞&重建》MV
5. 《格子花紋》MV ～高橋榮樹導演版～

特典
- 全國握手會活動参加券1種（共2種，僅有初回限量版才有附贈）
- 生写真1種（僅有通常版才附贈）
- 重溫時間 最佳曲目100 2013樂曲投票券（限期使用）

### Type-B
出現在Type-B唱片封面的成員包括了島崎遙香、峰岸南、橫山由依、渡邊美優紀、山本彩、指原莉乃與宮脇咲良等人。此版本同樣收錄主打歌曲《UZA》與由Under Girls演唱的《下一個Season》，外加由新TeamB成員一同演唱的B面曲《不是正義使者的英雄》。
CD
1. 《UZA》
2. 《下一個Season》 - Under Girls演唱曲
3. 《不是正義使者的英雄》（正義の味方じゃないヒーロー）- 新Team B演唱曲
作詞：秋元康；作曲：森脇正敏；編曲：板垣祐介
  - 萬代南夢宮遊戲公司（バンダイナムコゲームス）所推出的遊戲軟體《AKB1/149 戀愛總選舉》（AKB 1/149 恋愛総選挙）之電視廣告曲
4. 《UZA》（off vocal ver.）
5. 《下一個Season》（off vocal ver.）
6. 《不是正義使者的英雄》（off vocal ver.）

DVD
1. 《UZA》MV
2. 《UZA》MV ～Dance ver.～
3. 《下一個Season》MV
4. 《不是正義使者的英雄》MV
MV背景為有明教育藝術短期大學。
5. 《格子花紋》MV ～高橋榮樹導演版～

特典
- 全國握手會活動参加券1種（共2種，僅有初回限量版才有附贈）
- 生写真1種（僅有通常版才附贈）
- 重溫時間 最佳曲目100 2013樂曲投票券（限期使用）

### 劇場版
劇場版的唱片封面照片是由新單曲16名選拔成員共同出場。此版本除了收錄主打歌曲《UZA》與由Under Girls演唱的《下一個Season》外，還收錄了由AKB48全體研究生一同演唱的B面曲《朝向大人之路》。
CD
1. 《UZA》
2. 《下一個Season》 - Under Girls演唱曲
3. 《朝向大人之路》（大人への道）- AKB48研究生演唱曲
作詞：秋元康；作曲：俊龍；編曲：佐佐木裕
4. 《UZA》（off vocal ver.）
5. 《下一個Season》（off vocal ver.）
6. 《朝向大人之路》（off vocal ver.）

特典
- 生写真
- 劇場版發售紀念大握手會參加券

## 歌曲與參與成員
以下各曲演唱團員的名單均是以新單曲發行隔日的11月1日，也就是再組閣後新體制啟用的首日之分組名單為準。所有有列名在AKB48新體制名單中的成員皆有參與此次單曲唱片的演出，除此之外姊妹團體也有多名成員參與，包括6名SKE48成員，4名NMB48成員，與3名HKT48成員。

### UZA
單曲選拔成員演唱之主打歌曲，中央位置成員：大島優子、松井珠理奈。
- Team A：篠田麻里子、高橋南、渡邊麻友、橫山由依（兼任NMB48）
- Team K：板野友美、大島優子
- Team B：柏木由紀、小嶋陽菜、島崎遙香、峯岸南
- SKE48 Team S：松井珠理奈（兼任AKB48 Team K）、松井玲奈
- NMB48 Team N：山本彩、渡邊美優紀（兼任AKB48 Team B）
- HKT48 Team H：指原莉乃、宮脇咲良

此次A面曲選抜成員的人数與前作相同，為16名，但是成員名單不太相同。在兩名中央成員中，大島優子承繼上張單曲《花紋格子》連續兩次擔任中央成員，但松井珠理奈上一次擔任中央成員是在4年前的《大聲鑽石》（大声ダイヤモンド）單曲中。16人中唯一首次入選AKB48單曲選拔成員的是HKT48的宮脇咲良，島崎遙香、渡邊美優紀、山本彩等三人則是曾參與過5月時的單曲《仲夏的Sounds good!》（真夏のSounds good !）。
在第四次總選舉中獲得前16名、曾參與上張單曲演唱的選拔成員中有4人在本次的主打單曲中缺席，她們分別是河西智美、梅田彩佳、北原里英與宮澤佐江。其中宮澤佐江自從入選AKB48第2期生、參與第一張單曲《好想見你》（会いたかった）的演出以來，除了由猜拳大會決定名單的單曲外，從未在AKB48的其他主要作品中缺席過，但這次卻是因為移籍海外姊妹團體、上海的SNH48而首度缺席；北原里英則是以5期生的身份參與第10張單曲《大聲鑽石》以來，首度在選拔成員名單中缺席。

### 下一個Season
以「Under Girls」的名義演唱，中央位置成員：川榮李奈。
- Team A：入山杏奈、岩田華、大島涼花、川榮李奈、高橋朱里、田野優花
- Team K：永尾瑪利亞（永尾まりや）、武藤十夢
- Team B：市川美織、加藤玲奈、竹內美宥
- SKE48 Team S：木崎由里亞（木﨑ゆりあ）
- SKE48 Team KII：向田茉夏
- SKE48 Team E：木本花音
- NMB48 Team N：山田菜菜
- HKT48 Team H：兒玉遙

本次的Under Girls是從2009年以後才加入AKB48與其姊妹團體的新世代成員中，選拔出較具實力的16人所組成。其中木崎由里亞曾在上一張單曲擔任Under Girls成員參與《如此波希米亞》（なんてボヘミアン）一曲的演唱，入山杏奈、市川美織、加藤玲奈及木本花音曾參與《風正在吹》的Under Girls歌曲《你的背影》（君の背中），竹内美宥、向田茉夏、山田菜菜則曾參與《Everyday、髮箍》的Under Girls歌曲《人的力量》。至於岩田華怜、大島涼花、川榮李奈、高橋朱里、田野優花、永尾瑪利亞、武藤十夢與兒玉遙等人，則是首次被列入Under Girls名單。

### 孤独的星空
以新Team A名義演唱，中央成員：川榮李奈、渡邊麻友。
- Team A：伊豆田莉奈、入山杏奈、岩田華怜、大島涼花、河西智美、川榮李奈、菊地彩香（菊地あやか）、小林茉里奈、佐藤菫（佐藤すみれ）、佐藤夏希、篠田麻里子、高橋朱里、高橋南（高橋みなみ）、田野優花、中塚智實、仲俣汐里、仁藤萌乃、松井咲子、森川彩香、渡邊麻友、橫山由依（兼任NMB48）
- NMB48 Team N：小谷里步（兼任AKB48 Team A）

本曲是新制啟用之後的Team A全員合作演唱的歌曲，其中包括兩名有在其他姊妹團體兼任的成員。在所有的成員中，小谷里步只曾參與過上一張單曲《格子花紋》劇場版所附的B面曲《那一天的風鈴》（あの日の風鈴）之演唱，但因為該歌曲的演唱團體「Waiting Girls」實際上是由第四屆總選舉沒有入選前64名的百餘位AKB48姊妹團員所共同參與的大合唱作品，所以本曲可說是小谷真正首度參與的歌曲作品。

### 破壞&重建
以新Team K名義演唱，中央成員：大島優子、松井珠理奈。
- Team K：秋元才加、阿部瑪利亞（阿部マリア）、板野友美、內田真由美、大島優子、北原里英（兼任SKE48）、倉持明日香、小林香菜、佐藤亞美菜、島田晴香、鈴木紫帆里、近野莉菜、永尾瑪利亞、中田千智（中田ちさと）、仲谷明香、藤田奈那、前田亞美、增田有華、松原夏海、光宗薰[注 7]、宮崎美穗、武藤十夢
- SKE48 Team S：松井珠理奈（兼任AKB48 Team K）

### 不是正義使者的英雄
以新Team B名義演唱，中央成員：柏木由紀、島崎遙香。
- Team B：石田晴香、市川美織、岩佐美咲、梅田彩佳、大場美奈、大家志津香、柏木由紀、片山陽加、加藤玲奈、小嶋菜月、小嶋陽菜、小森美果、島崎遥香、竹內美宥、田名部生來、中村麻里子、名取稚菜、野中美鄉、藤江麗奈（藤江れいな）、峯岸南（峯岸みなみ）、山內鈴蘭
- SKE48 Team KII：石田安奈（兼任AKB48 Team B）
- NMB48 Team N：渡邊美優紀（兼任AKB48 Team B）

### 朝向大人之路
以「研究生」的名義演唱。
- 研究生：相笠萌、岩立沙穗、內山奈月、梅田綾乃、大森美優、岡田彩花、冈田奈奈、北澤早紀、小嶋真子、薩伊德橫田繪玲奈（サイード横田絵玲奈）[注 8]、佐佐木優佳里、篠崎彩奈、高島祐利奈、西野未姬、橋本耀、平田梨奈、前田美月、村山彩希、茂木忍

參與本曲演唱的大部份成員都是AKB48第13、14期的新進研究生，如果排除上一張單曲唱片中的大合唱曲《那一天的風鈴》，全部成員都是第一次參與單曲作品內容的演唱。

## 備註

## 外部連結
- AKB48官方YouTube频道公开播放影片： 
  - YouTube上的《UZA》Dance ver.MV
  - YouTube上的《下一個Season》預覽MV

- 《UZA》單曲日文官方網頁（KING RECORDS）（日語）
  - Type-A 初回限定版 （页面存档备份，存于）Type-A 通常版 （页面存档备份，存于）
  - Type-K 初回限定版 （页面存档备份，存于）Type-K 通常版 （页面存档备份，存于）
  - Type-B 初回限定版 （页面存档备份，存于） Type-B 通常版 （页面存档备份，存于）
  - 劇場版 （页面存档备份，存于）
- 《UZA》單曲中文官方網頁（台灣總代理金牌大風/台壓盤）（繁體中文）
  - Type-A
  - Type-K
  - Type-B
- 單曲宣傳街宣車
  - YouTube上的在澀谷行走的單曲《UZA》街宣車